# Moschochóri
Moschochóri är en ort i Grekland.   Den ligger i prefekturen Nomós Pierías och regionen Mellersta Makedonien, i den norra delen av landet, 280 km norr om huvudstaden Aten. Moschochóri ligger 113 meter över havet och antalet invånare är 464.
Terrängen runt Moschochóri är kuperad västerut, men österut är den platt.Runt Moschochóri är det ganska tätbefolkat, med 58 invånare per kvadratkilometer. Närmaste större samhälle är Kateríni, 9,3 km öster om Moschochóri. Trakten runt Moschochóri består till största delen av jordbruksmark.